# مرشح بيولوجي
الترشيح البيولوجي هو أسلوب للسيطرة على التلوث وذلك باستخدام المواد الحية التي تقوم بعملية التقاط الملوثات وتحليلها بيولوجيًا بشكل تدريجي. وتتضمن الاستخدامات الشائعة معالجة مياه الصرف، والتقاط المواد الكيميائية الضارة أو الطمي من جريان المياه السطحية، وأكسدة الأحياء الدقيقة للملوثات في الهواء.
من أمثلة الترشيح البيولوجي:
- ممرات بيولوجية (Bioswale)، وأشرطة بيولوجية (Biostrip)، وأكياس بيولوجية (Biobags)، وأجهزة غسل بيولوجية (Bioscrubbers)، ومرشحات تقطير (Trickling filters)
- معالجة الأراضي الرطبة والمناطق الرطبة الطبيعية
- المرشحات الرملية البطيئة
- برك المعالجة
- الأحزمة الخضراء
- جدران الحياة
- المناطق الضفافية (Riparian zones)، الغابات الضفافية (Riparian forest)، الغابات (Bosques)

## مكافحة تلوث الهواء
عند استعمال المرشحات البيولوجية في ترشيح الهواء وتنقيته، فإنها تستخدم الميكروبات في إزالة تلوث الهواء.
يتدفق الهواء من خلال عمود معبأ وينتقل الملوث إلى بيوفيلم رقيق على سطح المادة المعبأة. تتجمد الميكروبات والتي تشمل البكتريا والفطريات في البيوفيلم وتقوم بتحليل الملوث تدريجيًا. تعتمد مرشحات تقطير وأجهزة الغسل البيولوجية على البيوفيلم والعمل البكتيري في المياه المعاد تدويرها.
وقد توصلت التكنولوجيا إلى أعظم تطبيق في معالجة المركبات الكريهة الرائحة والمركبات العضوية المتطايرة (VOCs)التي تذوب في الماء. تضم الصناعات التي تستخدم هذه التكنولوجيا صناعة المواد الغذائية والمنتجات الحيوانية، ومنشآت معالجة استخراج الغاز من مياه الصرف، وصناعة الدواء، وصناعة المنتجات الخشبية، والطلاء واستخدام الطلاء وتصنيعه، وتصنيع الراتينج واستخدامه وغيرها من الصناعات. وعادة ما تمزج المركبات المعالجة بين المركبات العضوية المتطايرة ومركبات الكبريت المختلفة والتي تشمل كبريتيد الهيدروجين. يمكن معالجة مقدار كبير جدًا من الهواء المتدفق على الرغم من ضرورة وجود مساحة واسعة—يمكن أن يشغل مرشح بيولوجي كبير (>200000 قدم مكعب في الدقيقة) مساحة من الأرض قد تصل إلى مساحة ملعب كرة قدم أو أكبر—وقد كان ذلك أحد أبرز سلبيات هذه التكنولوجيا. وقد وفرت المرشحات البيولوجية الهندسية، التي تم تصميمها وبناؤها منذ أوائل تسعينيات القرن العشرين، اختزالات كبيرة في المساحة بشكل أكبر من النوع التقليدي لوسيط الترشيح العضوي المزود بعمود مسطح.

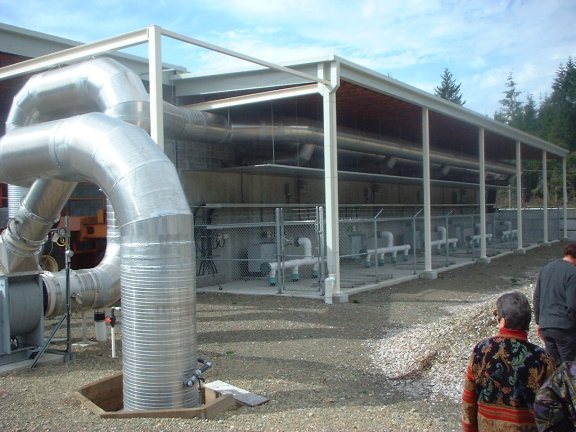
نظام تدوير الهواء في مصنع سماد مخلفات صلبة. وفي الأمام يوجد أنبوب كبير لتفريغ الهواء داخل المرشح البيولوجي الموضح في الصورة التالية

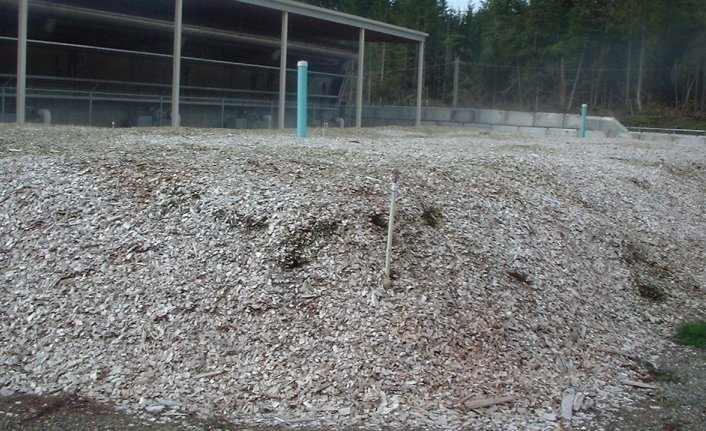
كومة من المخلفات الصلبة الناتحة عن مرشح بيولوجي في مصنع سماد - مع ملاحظة وجود رشاش أمامي بجانبه للحفاظ على مستوى رطوبة مناسب للتشغيل الأمثل

أحد التحديات الرئيسية التي تواجه عملية الترشيح البيولوجي الأمثل هو الحفاظ على نسبة رطوبة مناسبة أثناء عمل النظام بالكامل. عادة ما يتم ترطيب الهواء قبل إدخاله إلى العمود باستخدام نظام ري (رش) أو حجرة ترطيب أو مرشحات تقطير بيولوجية أو أجهزة غسل بيولوجية. وقد تدوم وسائط الترشيح الطبيعية العضوية المعبأة التي يتم الحفاظ عليها بشكل مناسب مثل الخث أو السماد النباتي أو اللحاء أو رقائق الخشب لعدة سنوات ولكن من الناحية الهندسية تدوم المواد المعبأة الناتجة عن الجمع بين المركبات الطبيعية العضوية والاصطناعية لمدة أطول قد تصل إلى 10 سنوات. وهناك عدد من الشركات التي تقدم هذه الأنواع أو المواد المعبأة الخاصة مع ضمانها لعدة سنوات، ولا يتم تقديمها غالبًا باستخدام سماد تقليدي أو جهاز ترشيح بيولوجي عمودي لرقائق الخشب.
وعلى الرغم من استخدامها على نطاق واسع، لا تزال الأوساط العلمية غير متأكدة من الظاهرة المادية التي تقوم عليها عملية الترشيح البيولوجي، ولا تزال المعلومات الخاصة بالميكروبات المعنية مستمرة في تطورها. يعد المرشج البيولوجي / نظام الأكسدة البيولوجية جهازًا بسيطًا نسبيًا من حيث تركيبه وتشغيله وهو يقدم حلاً فعالاً من حيث التكلفة إذا كان الملوث قابلاً للتحلل بيولوجيًا في إطار زمني متوسط (زيادة فترة البقاء = زيادة الحجم وتكاليف رأس المال)، عند تركيزات مناسبة (ومعدلات تحميل رطل / ساعة) وبأن يكون تيار الهواء في درجة الحرارة التي تعيش فيها الكائنات الحية. وقد يكون المرشح البيولوجي الحل الوحيد الفعال من حيث التكلفة في حالة الكميات الكبيرة من الهواء. لا يوجد تلوث ثانوي (بعكس حالة ترميد النفايات حيث يتم إنتاج ثاني أكسيد الكربون وأكسيد نيتروجين إضافيين من الوقود المحترق) ويؤدي تحلل المنتجات إلى تشكيل كتلة حيوية إضافية وأكسيد كربون ومياه. تحتوي مياه الري الخاصة بمادة الترشيح، بالرغم من أن بعض الأنظمة تقوم بإعادة تدوير جزء منها لتقليل تكاليف التشغيل، على طلب على الأكسجين البيوكيميائي (BOD) عالٍ نسبيًا وقد تحتاج إلى معالجة قبل التخلص منها. وعلى الرغم من ذلك، فقد لاقت عملية «تفوير المياه»، وهي عملية ضرورية للحفاظ بشكل مناسب على أي نظام أكسدة بيولوجية، بشكل عام قبولاً من مصانع المعالجة الحكومية (POTW) دون الحاجة إلى أي عمليات معالجة أولية.
تستخدم المرشحات البيولوجية في شلالات كولومبيا، مونتانا في مصنع شركة بلم كريك تيمبر (Plum Creek Timber Company) للألواح الليفية plant. وتقلل المرشحات البيولوجية من الملوثات المنبعثة من عملية التصنيع ويصبح العادم المنبعث نظيفًا بنسبة 98%. وقد تكلفت إضافة أحدث وأكبر مرشح بيولوجي لشركة بلم جريك مبلغ 9.5 ملايين دولار، ولكن على الرغم من التكلفة الباهظة لهذه التكنولوجيا الحديثة، فعلى المدى البعيد ستكون هذه التكلفة أقل بمرور الوقت من أجهزة ترميد النفايات البديلة التي تنظف العوادم والتي تعمل بالغاز الطبيعي (والتي لا تعتبر صديقة للبيئة). تستخدم المرشحات البيولوجية مليارات البكتريا المجهرية التي تنظف الهواء المنبعث من المصانع.

## معالجة المياه

نظام نموذجي متكامل لمرشح تقطير معالجة مياه الصرف.

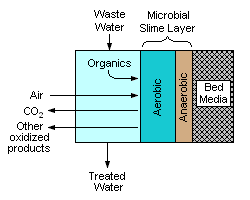
مخطط مقطع عرضي للجهة المتصلة بمادة الترشيح العمودية في مرشح تقطير.

وقد استخدمت مرشحات التقطير في ترشيح المياه للاستخدامات النهائية المختلفة لما يقرب من قرنين من الزمان. وكانت المعالجة البيولوجية تستخدم في أوروبا لترشيح المياه السطحية لأغراض الشرب منذ بداية القرن العشرين وتحظى حاليًا باهتمام كبير حول العالم. وقد شاعت طرق المعالجة البيولوجية أيضًا في معالجة مياه الصرف والزراعة المائية وإعادة تدوير المياه الرمادية كطريقة لتقليل استبدال المياه مع زيادة جودة المياه.
فيما يتعلق[بماء الشرب، فإن المعالجة البيولوجية للمياه تشمل استخدام الميكروبات الطبيعية الموجودة في المياه السطحية لتحسين جودة المياه. في ظل الظروف المثلى، التي تشمل الانخفاض النسبي للعكارة وزيادة محتوى الأكسجين، تحلل الكائنات الحية المادة في المياه ومن ثم تتحسن جودة المياه. تستخدم المرشحات الرملية البطيئة أو مرشحات الكربون في توفير مكان تنمو عليه هذه الميكروبات. تقلل أنظمة المعالجة البيولوجية بشكل فعال من الأمراض التي تنقلها المياه، والكربون العضوي المذاب، وتعكر لون المياه السطحية، وتحسين جودة المياه بشكل عام.

## الاستخدام في الزراعة المائية
تستخدم المرشحات البيولوجية بشكل عام في أنظمة الزراعة المائية المغلقة، مثل أنظمة الزراعة المائية المعاد تدويرها (RAS). وتستخدم العديد من التصاميم، بمزاياها وعيوبها المختلفة، على الرغم من أن الوظيفة واحدة وهي: تقليل استبدال المياه من خلال تحويل الأمونياك إلى نيترات. ينشأ الأمونياك (كاتيون الأمونيوم الرباعي الموجب وكاتيون الأمونيوم الثلاثي) من الإخراج العضدي من خياشيم الحيوانات المائية ومن خلال تحلل المواد العضوية. ونظرًا لأن نيتروجين الأمونيا (ammonia-N) مادة عالية السمية، فهي تتحول إلى شكل من النتريت الأقل سمية (عن طريق بكتيريا النيتروزوموناس (Nitrosomonas) ثم تتحول إلى شكل من النيترات الأقل سمية (عن طريق بكتيريا النيتروباكتر (Nitrobacter)). تحتاج عملية «النترتة» تلك إلى الأكسجين (ظروف هوائية)، وبدونه قد يتحطم المرشح البيولوجي. وعلاوة على ذلك، فكما أن دورة النترتة تنتج أيون H+، يمكن تقليل الأس الهيدروجيني الذي يتطلب استخدام منظمات مثل الجير.